# Liste der Wappen der Orte im Aostatal
Die Liste der Wappen der Orte im Aostatal beinhaltet alle in der Wikipedia gelisteten Wappen des Aostatals in Italien. Die Region Aostatal nimmt auch die Funktion der Provinz war. In dieser Liste werden die Wappen mit dem Gemeindelink angezeigt.

## Wappen des Aostatals

Aostatal
Flagge des Aostatals
Lage in Italien

## Wappen der Gemeinden des Aostatals

Antey-Saint-André
Aosta / Aoste
Ayas
Brusson
Challand-Saint-Anselme
Challand-Saint-Victor
Chambave
Chamois
Champdepraz
Champorcher
Charvensod
Châtillon
Cogne
Courmayeur
Donnas
Doues
Émarèse
Étroubles
Fontainemore
Fénis
Gaby
Gignod
Gressan
Gressoney-La-Trinité
Gressoney-Saint-Jean
Hône
Introd
Issime
Issogne
Jovençan
La Magdeleine
La Salle
La Thuile
Lillianes
Montjovet
Morgex
Nus
Ollomont
Oyace
Perloz
Pollein
Pont-Saint-Martin
Pontboset
Pontey
Pré-Saint-Didier
Quart
Rhêmes-Notre-Dame
Rhêmes-Saint-Georges
Roisan
Saint-Christophe
Saint-Denis (Aostatal)
Saint-Marcel
Saint-Nicolas
Saint-Oyen
Saint-Pierre
Saint-Rhémy-en-Bosses
Saint-Vincent
Sarre
Torgnon
Valgrisenche
Valpelline
Valsavarenche
Valtournenche
Verrayes
Verrès
Villeneuve